# Нарви, Джейсон
Джейсон Эндрю Нарви (англ. Jason Andrew Narvy, 27 марта 1974; Лос-Анджелес, Калифорния, США) — американский актёр, наиболее известен по роли Тонкого, Юджина «Череп» Скалловича совместно в дуэте с Полом Шрайером, сыгравшего Толстого во франшизе «Могучие рейнджеры».

## Биография
Родился 27 марта 1974 года в Лос-Анджелесе штата Калифорния, где и вырос. Учился в Институте театра и кино Ли Страсберга. 
Наиболее известен по роли Тонкого, во франшизе многих сезонов телесериала Могучие Рейнджеры. Также появлялся в многочисленных рекламных роликах, в озвучивании множественных игрушек, приставок и видеоигр для Fox, ABC и Disney.
Срустя время получил степень бакалавра искусств в колледже Франклина и Маршалла, ну и степень магистра в колледже Мэри Болдуин, где учился в Американском Шекспировском центре, играя главные роли. Джейсон также работал с Легитимной театральной труппой Нью-Йорка, труппой Нижнего Ист-Сайда, которая делает упор на новые пьесы и экспериментальные работы. Нарви является сертифицированным актером, участник Британской академии сценического и экранного боя, является членом Гильдии киноактеров и имеет докторскую степень в области театральных исследований Калифорнийского университета в Санта-Барбаре. Стал доцентом кафедры актерского мастерства, режиссуры и музыкального театра в Университете Ист-Страудсберге, в Пенсильвании. Нарви является послом бренда канала TokuSHOUTsu Shout! и Factory TV на Pluto TV. 

## Фильмография
- 1993—1995 — Могучие рейнджеры (Скул)
- 1996 — Могучие рейнджеры: Зео (Скул)
- 1997 — Могучие рейнджеры: Турбо (Скул)
- 1998 — Могучие Рейнджеры: В космосе (Скул)
- 1999 — Могучие Рейнджеры: Потерянная галактика (Скулл, эпизодическое появление)
- 2002 — Могучие Рейнджеры: Дикий мир (Скул, появление в качестве гостя)
- 2012 – Могучие Рейнджеры: Супер Самураи (Скул, плявление в качестве гостя)

## Издательства
- Haim Saban, Stefan Petrucha, Tom Bierbaum, Mary Bierbaum, Dan Slott, Robert L. Washington III. Mighty Morphin Power Rangers Archive Vol. 2. — Boom! Studios, 2019-01-30. — 484 с. — ISBN 978-1-64144-166-7.
- TV Guide. — Triangle Publications, 1999. — 1174 с.
- James Van Hise.New SF TV: From Star Trek - The Next Generation to Babylon 5.— Pioneer Books, 1994-09.— 188с.— ISBN 978-1-55698-339-9.